# Kanton Saint-Paul-Cap-de-Joux
Kanton Saint-Paul-Cap-de-Joux (francouzsky Canton de Saint-Paul-Cap-de-Joux) je francouzský kanton v departementu Tarn v regionu Midi-Pyrénées. Tvoří ho 10 obcí.

## Obce kantonu
- Cabanès
- Damiatte
- Fiac
- Magrin
- Massac-Séran
- Prades
- Pratviel
- Saint-Paul-Cap-de-Joux
- Teyssode
- Viterbe